# Powiat d'Ełk
Le powiat d'Ełk (en polonais : powiat ełcki) est un territoire administratif du nord de la Pologne, en voïvodie de Varmie-Mazurie.

## Divisions administratives

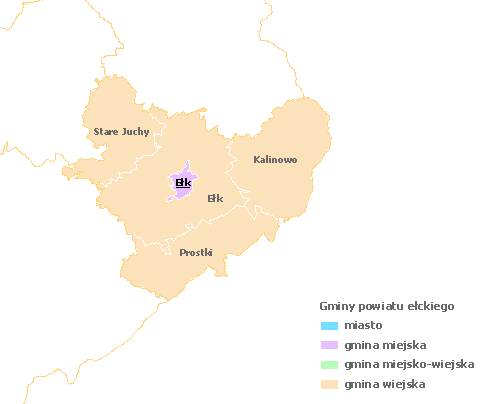
Carte du powiat (en polonais)

Le powiat est composé de 5 communes (gminy) :
| Gmina                                   | Type   | Superficie (km²) | Population (2006) | Chef-lieu   |
| Ełk                                     | urbain | 21,1             | 56 156            |             |
| Ełk                                     | rural  | 378,6            | 10 148            | Ełk *       |
| Prostki                                 | rural  | 230,5            | 7 439             | Prostki     |
| Kalinowo                                | rural  | 285,2            | 7 011             | Kalinowo    |
| Stare Juchy                             | rural  | 196,6            | 4 006             | Stare Juchy |
| * le chef-lieu est extérieur à la gmina |        |                  |                   |             |